# Alhama de Aragón
Alhama de Aragón è un comune spagnolo di 964 abitanti (2022) situato nella comunità autonoma dell'Aragona.
Il paese è noto soprattutto per le sue acque termali, che, secondo alcuni storici, erano conosciute già in epoca romana. Di grande suggestione barocca è la iglesia de la Natividad (chiesa della Natività) edificata nel XVII secolo.